# 禄劝假杜鹃
禄劝假杜鹃（学名：Barleria cristata var. mairei）是爵床科假杜鹃属假杜鹃的变种，为中国的特有植物。分布于中国大陆的四川、云南等地，生长于海拔400米至1,700米的地区，目前尚未由人工引种栽培。